# Limonia nubeculosa
Limonia nubeculosa is een tweevleugelige uit de familie steltmuggen (Limoniidae). De soort komt voor in het Palearctisch en Nearctisch gebied.

## Kenmerken
Limonia nubeculosa bereikt een lichaamslengte van 9 tot 11 millimeter. Hun vleugels hebben donkere markeringen aan de voorkant. De antennes zijn bruin, hun derde segment is geelachtig. Het mesonotum heeft drie donkere longitudinale lijnen. De femora (dijen) zijn gelig van kleur en hebben drie donkere ringen.

## Levenswijze en verspreiding
De dieren komen in heel Europa voor en leven in bossen en ondergrondse habitats zoals grotten en tunnels.[Ze worden vaak gevonden in Midden-Europa. Ze vliegen van april tot november en gedurende deze tijd verschijnen ze vaak met duizenden in grotten, waar ze typische zomerbewoners zijn.